# بيتر ماكنيل
بيتر ماكنيل (بالإنجليزية: Peter MacNeill)‏ (و. القرن 20  م) هو ممثل أفلام كندي، ولد في نيو برونزويك.
انه ممثل رائع

## وصلات خارجية
- بيتر ماكنيل على موقع IMDb (الإنجليزية)
- بيتر ماكنيل على موقع ألو سيني (الفرنسية)
- بيتر ماكنيل على موقع أول موفي (الإنجليزية)
- بيتر ماكنيل على موقع قاعدة بيانات الأفلام السويدية (السويدية)
- بيتر ماكنيل على موقع إن إن دي بي (الإنجليزية)
- بيتر ماكنيل على موقع قاعدة بيانات الفيلم (الإنجليزية)
- بيتر ماكنيل على موقع كينوبويسك (الروسية)